# Imerinus robustus
Imerinus robustus är en skalbaggsart som beskrevs av Leon Fairmaire 1898. Imerinus robustus ingår i släktet Imerinus och familjen långhorningar.
Artens utbredningsområde är Madagaskar. Inga underarter finns listade i Catalogue of Life.